# BxMxC
«BxMxC» (произн. «Би-Эм-Си») — песня японской каваии-метал группы Babymetal. Впервые песня была выпущена в составе Japan Complete edition альбома Metal Galaxy в 2019 году, а 9 октября 2020 года состоялся её международный релиз в качестве цифрового сингла.

## Создание и релиз
С выходом третьего альбома группы Metal Galaxy в 2019 году песня «BxMxC» не была включена в трек-лист международных изданий. В результате песня впервые стала доступна на международном уровне благодаря дебютному живому выступлению группы на шоу «Legend — Metal Galaxy» в январе 2020 года, а двойной концертный альбом стал доступен на стриминговых сервисах 9 сентября 2020 года. Сам сингл стал доступен на стриминговых платформах, таких как Apple Music, Spotify и др. 9 октября 2020 года, лейбл Babymetal Records.
Песня «BxMxC» была также выпущена в Японии в виде 12-дюймового винилового сингла 9 декабря 2020 года, а на его второй стороне было представлено концертное исполнение песни с шоу «Legend — Metal Galaxy». Оформление сингла включает надпись названия песни, выполненную Тосихиро Эгава.

## Композиция
«BxMxC» описывается под жанром трэп-метал, содержащим элементы хип-хопа, сочетающего флоу Su-metal с криками Moametal. Чувство жанра было описано как фристайл, аналогично разнообразным элементам метал-музыки, адаптированным группой в целом. В лирических текстах есть повторяющиеся ссылки на концепцию под названием «Metal Cypher».
В музыкальном плане песня использует элементы хип-хопа с глубокими басовыми раскатами, контрастирующими с вокалом Auto-Tune, со значительным использованием девятиструнной гитары.

## Реакция
Уилл Ходжкинсон из The Times написал в рецензии на живые выступления группы, что, по сравнению с общим неблагоприятным мнением, «BxMxC» был «восхитительным».
«BxMxC» вошла в чарт и достигла пика в еженедельном чарте Oricon Digital Singles на 25 месте за неделю 21 декабря 2020 года. В Соединённых Штатах «BxMxC» вошёл в чарт Billboard World Digital Songs под номером шестнадцать на неделе 23 октября 2020 года, став десятой песней группы, попавшей в чарт.

## Видеоклип
Музыкальное видео на песню «BxMxC» было загружено на YouTube 8 октября 2020 года, чтобы совпасть с международным релизом цифрового сингла, и это первое музыкальное видео, выпущенное не на основе предыдущего живого выступления со времён «Karate». Режиссёр Шимон Танака (ранее он также снял клип на песню «Doki Doki ☆ Morning»). В видео есть визуальные ссылки и неоднократные упоминания «Metal Cypher» как рэп-баттла, исполняемого с целью проложить новый путь в жанре хэви-метал. Концепцию видео сравнивают с «Мортал Комбат», с изображением того, как участники группы сражаются с такими стихиями, как огонь и молния, и в конечном итоге празднуют свою победу с толпой фанатов.

## Список треков и форматов
Цифровое издание
- «BxMxC» — 3:03

12" сингл
- Сторона A. «BxMxC»
- Сторона B. «BxMxC» (живое выступление на Legend — Metal Galaxy)

## Чарты
| Чарт (2020)                            | Высшая позиция |
| -------------------------------------- | -------------- |
| Япония (Oricon)                        | 25             |
| США (US World Digital Songs Billboard) | 12             |

## История релиза
| Регион | Дата            | Формат           | Лейбл                                       | Прим.  |
| ------ | --------------- | ---------------- | ------------------------------------------- | ------ |
| Мир    | октябрь 9, 2020 | Цифровое издание | Amuse, Inc. Babymetal Records Cooking Vinyl | [ 12 ] |
| Япония | декабрь 9, 2020 | 12"              | BMD Fox Records Toy's Factory Amuse, Inc.   | [ 1 ]  |

### Комментарии
1. ↑  Cypher — сбор рэперов и поочередное демонстрирование навыков.
2. ↑  В iTunes выпущено под лейблом Babymetal Records, как и в случае с «Starlight».